# Аль-Саяд, Маяда
Маяда аль-Саяд (нем. Mayada Al-Sayad, родилась 26 октября 1992 года, Берлин, Германия) — палестинская легкоатлетка немецкого происхождения, специализирующаяся в беге на дальние дистанции.

## Биография
Родилась в семье зубного техника палестинского происхождения и немки из Тюрингии. Имеет сестру-близнеца Мириам. Начинала тренироваться в клубе «1. Фортуна» (Марцан) под руководством тренера Тобиаса Зингера. В 2014 году приняла решение представлять на соревнованиях Государство Палестина.
В 2015 году заняла 10 место на Берлинском полумарафоне. На Гамбургском марафоне она пришла к финишу 13, улучшив свой личный рекорд почти на 12 минут (2:41:44 часа). Это позволило ей квалифицироваться на Чемпионат мира по лёгкой атлетике 2015 года в Пекине, где она с результатом 2:53:39 часов заняла 50-е место в марафоне.
На Дубайском марафоне 22 января 2016 года заняла 17 место, снова улучшив свой личный рекорд до 2:40:00 часа, что позволило ей квалифицироваться на Олимпийские игры 2016 года для участия в марафоне.
Была знаменосцем Палестинской делегации на церемонии открытия игр.